# Wereldkampioenschap voetbal 2014 (Groep H) België - Algerije
Dit artikel gaat over de wedstrijd in de groepsfase in groep H tussen België en de Algerije die gespeeld werd op dinsdag 17 juni 2014 tijdens het wereldkampioenschap voetbal 2014. Op dezelfde dag werden de wedstrijden Brazilië - Mexico en Rusland - Zuid-Korea gespeeld.

## Voorafgaand aan de wedstrijd
- België stond bij aanvang van het toernooi op de elfde plaats van de FIFA-wereldranglijst. België bevond zich sinds halverwege 2007 – toen het op de 71e plaats stond, wat het dieptepunt voor België was – in een stijgingsperiode. In oktober 2013 bereikte België met de vijfde positie zijn hoogtepunt. Daarna daalde het land zes posities. De positie van België was in juni 2014 gelijk aan die van begin 2014.[1] Zes andere bij de UEFA aangesloten landen wisten in juni 2014 een betere positie op de ranglijst te bemachtigen; dat waren Engeland, Italië, Zwitserland, Portugal, Duitsland en nummer één Spanje. De laatste keer dat België op een WK een doelpunt scoorde was in 2002 door Marc Wilmots in 2002 – het land won toen van Rusland met 3-2.
- Algerije stond bij aanvang van het toernooi op de 22e plaats van de wereldranglijst. Het land bevond zich sinds zijn dieptepunt in juni 2008 – toen het land op de 103e positie stond – in een stijgingsperiode. In november en in december 2012 bereikte Algerije zijn hoogtepunt met de negentiende positie. Sinds het begin van 2014 steeg het land vijf posities op de ranglijst.[2] Geen ander bij de CAF aangesloten land behaalde op de ranglijst van juni 2014 een betere positie dan Algerije. De laatste keer dat Algerije een doelpunt op een WK scoorde was in 1986 door Djamel Zidane – toen het land met 1-1 tegen Noord-Ierland gelijkspeelde.
- België en Algerije speelden twee keer eerder tegen elkaar, waarvan voor het laatst op 12 februari 2003. Bij die vriendschappelijk wedstrijd won België met 1-3. De andere vriendschappelijke wedstrijd op 14 mei 2002 werd een gelijkspel; de eindstand was 0-0.
- De Belgische voetballer Kevin De Bruyne liep tijdens een training op 14 juni 2014 een enkelblessure op, maar die bleek achteraf mee te vallen, waardoor De Bruyne alsnog in de opstelling terechtkwam.[3]

## Wedstrijdgegevens
| Datum                | 17 juni 2014                                           | 17 juni 2014                                           |
| Wedstrijdnummer      | 15                                                     | 15                                                     |
| Stadion              | Mineirão, Belo Horizonte                               | Mineirão, Belo Horizonte                               |
| Toeschouwers         | 58.259 (verwacht)                                      | 58.259 (verwacht)                                      |
| Scheidsrechter       | Marco Rodríguez                                        | Marco Rodríguez                                        |
| Assistenten          | Marvin Cesar Torrentera Rivera Marcos Quintero Huitron | Marvin Cesar Torrentera Rivera Marcos Quintero Huitron |
| Vierde official      | Alireza Faghani                                        | Alireza Faghani                                        |
| Man van de wedstrijd | Kevin De Bruyne                                        | Kevin De Bruyne                                        |
|                      | België                                                 | Algerije                                               |
| Doelpunten           | 2                                                      | 1                                                      |
| Gele kaarten         | 1                                                      | 1                                                      |
| Rode kaarten         | 0                                                      | 0                                                      |
| Wissels              | 3                                                      | 3                                                      |
| Schoten op doel      | 10                                                     | 1                                                      |
| Schoten naast doel   | 6                                                      | 2                                                      |
| Overtredingen        | 20                                                     | 18                                                     |
| Hoekschoppen         | 7                                                      | 2                                                      |
| Buitenspel           | 3                                                      | 0                                                      |
| Balbezit (tijd)      | 36                                                     | 19                                                     |
| Balbezit (%)         | 65                                                     | 35                                                     |

| België | 2 – 1           | Algerije |
| Marouane Fellaini (Kevin De Bruyne) 70' Dries Mertens (Eden Hazard) 80' | goals (assists) | 25' (pen.) Sofiane Feghouli |
| Marc Wilmots | bondscoach      | Vahid Halilhodžić |
| Thibaut Courtois Toby Alderweireld Vincent Kompany Jan Vertonghen Daniel Van Buyten Axel Witsel Kevin De Bruyne Eden Hazard Mousa Dembélé 65' Nacer Chadli 46' Romelu Lukaku 58' | opstellingen    | Raïs M'Bolhi Madjid Bougherra Faouzi Ghoulam Rafik Halliche Mehdi Mostefa Sofiane Feghouli 84' Carl Medjani Nabil Bentaleb Saphir Taïder 71' Riyad Mahrez 66' El Arbi Hillel Soudani |
| Dries Mertens 46' Divock Origi 58' Marouane Fellaini 65' | wissels         | 66' Islam Slimani 71' Medhi Lacen 84' Nabil Ghilas |
| Jan Vertonghen 24' | gele kaarten    | 34' Nabil Bentaleb |
| | rode kaarten    | |

## Wedstrijden
| Groepswedstrijden      |                       |                         |                       |                         |                        |                        |                         |
| Groep A                | Groep B               | Groep C                 | Groep D               | Groep E                 | Groep F                | Groep G                | Groep H                 |
| Brazilië – Kroatië     | Spanje – Nederland    | Colombia - Griekenland  | Uruguay – Costa Rica  | Zwitserland – Ecuador   | Argentinië – Bosnië    | Duitsland – Portugal   | België – Algerije       |
| Mexico – Kameroen      | Chili – Australië     | Ivoorkust – Japan       | Engeland – Italië     | Frankrijk – Honduras    | Iran – Nigeria         | Ghana – U.S.A.         | Rusland – Zuid-Korea    |
| Kameroen – Kroatië     | Australië – Nederland | Japan – Griekenland     | Italië – Costa Rica   | Honduras – Ecuador      | Nigeria – Bosnië       | U.S.A. – Portugal      | Zuid-Korea – Algerije   |
| Brazilië – Mexico      | Spanje – Chili        | Colombia – Ivoorkust    | Uruguay – Engeland    | Zwitserland – Frankrijk | Argentinië – Iran      | Duitsland – Ghana      | België – Rusland        |
| Kameroen – Brazilië    | Australië – Spanje    | Japan – Colombia        | Italië – Uruguay      | Honduras – Zwitserland  | Nigeria – Argentinië   | U.S.A. – Duitsland     | Zuid-Korea – België     |
| Kroatië – Mexico       | Nederland – Chili     | Griekenland – Ivoorkust | Costa Rica – Engeland | Ecuador – Frankrijk     | Bosnië – Iran          | Portugal – Ghana       | Algerije – Rusland      |
| Achtste finales        |                       |                         |                       |                         |                        |                        |                         |
| Brazilië Chili         | Colombia Uruguay      | Frankrijk Nigeria       | Duitsland Algerije    | Nederland Mexico        | Costa Rica Griekenland | Argentinië Zwitserland | België Verenigde Staten |
| Kwartfinales           |                       |                         |                       |                         |                        |                        |                         |
| Brazilië – Colombia    | Brazilië – Colombia   | Frankrijk – Duitsland   | Frankrijk – Duitsland | Nederland – Costa Rica  | Nederland – Costa Rica | Argentinië – België    | Argentinië – België     |
| Halve finales          |                       |                         |                       |                         |                        |                        |                         |
| Brazilië – Duitsland   | Brazilië – Duitsland  | Brazilië – Duitsland    | Brazilië – Duitsland  | Nederland – Argentinië  | Nederland – Argentinië | Nederland – Argentinië | Nederland – Argentinië  |
| Troostfinale           |                       |                         |                       |                         |                        |                        |                         |
| Brazilië – Nederland   |                       |                         |                       |                         |                        |                        |                         |
| Finale                 |                       |                         |                       |                         |                        |                        |                         |
| Duitsland – Argentinië |                       |                         |                       |                         |                        |                        |                         |

KBVB · A-internationals · Selecties · Statistieken · Bondscoaches · Belgisch vrouwenelftal · Olympisch elftal · België U21 · België U20 · België U19 · België U18 · België U17 · België U16 · Vrouwen U19 · Vrouwen U17
Albanië ·
Algerije ·
Andorra ·
Argentinië ·
Armenië ·
Australië ·
Azerbeidzjan ·
Bosnië en Herzegovina · 
Brazilië ·
Bulgarije ·
Burkina Faso ·
Canada ·
Chili ·
Colombia ·
Costa Rica ·
Cyprus ·
DDR ·
Denemarken ·
Duitsland ·
Egypte ·
El Salvador ·
Engeland ·
Estland ·
Faeröer ·
Finland ·
Frankrijk ·
Gabon ·
Gibraltar ·
Griekenland ·
Hongarije ·
Ierland ·
IJsland ·
Irak ·
Israël ·
Italië ·
Ivoorkust ·
Japan ·
Joegoslavië ·
Kazachstan ·
Kroatië · 
Letland ·
Litouwen ·
Luxemburg ·
Malta ·
Marokko ·
Mexico ·
Montenegro · 
Nederland ·
Noord-Ierland ·
Noord-Macedonië ·
Noorwegen ·
Oekraïne ·
Oostenrijk ·
Panama · 
Paraguay ·
Peru ·
Polen ·
Portugal ·
Qatar ·
Roemenië ·
Rusland ·
San Marino ·
Saoedi-Arabië ·
Schotland ·
Servië ·
Servië en Montenegro ·
Slovenië ·
Slowakije ·
Sovjet-Unie ·
Spanje ·
Tsjechië ·
Tsjecho-Slowakije ·
Tunesië · 
Turkije · 
Uruguay · 
Verenigde Staten · 
Wales · 
Wit-Rusland ·
Zambia · 
Zuid-Korea · 
Zweden · 
Zwitserland
Algerije (2014) ·
Argentinië (2014) · 
Brazilië (2018) · 
Canada (2022) · 
Denemarken (2021) · 
Engeland (2018, 1) · 
Engeland (2018, 2) · 
Finland (2021) · 
Frankrijk (1904) ·
Frankrijk (2018) · 
Ierland (2016) · 
Italië (2016) · 
Italië (2021) · 
Japan (2018) · 
Kroatië (2022) · 
Marokko (2022) · 
Nederland (1985) · 
Panama (2018) ·
Polen (1982) · 
Portugal (2021) · 
Rusland (2014) · 
Rusland (2021) · 
Sovjet-Unie (1982) · 
Tunesië (2018) · 
Verenigde Staten (2014) ·
West-Duitsland (1980) · 
Zuid-Korea (2014)
FAF · A-internationals · Bondscoaches · Statistieken · Selecties · Algerijns vrouwenelftal · Olympisch elftal · Algerije U21 · Algerije U20 · Algerije U19 · Algerije U18 · Algerije U17
1957 – 1969 · 
1970 – 1979 · 
1980 – 1989 · 
1990 – 1999 · 
2000 – 2009 · 
2010 – 2019 ·
2020 − 2029
WK 1982 · 
WK 1986 · 
WK 2010 · 
WK 2014
OS 1980 · 
OS 2016
1957 · 
1958 · 
1959 ·
1960 · 
1961 · 
1962 · 
1963 · 
1964 · 
1965 · 
1966 · 
1967 · 
1968 · 
1969 ·
1970 · 
1971 · 
1972 · 
1973 · 
1974 · 
1975 · 
1976 · 
1977 · 
1978 · 
1979 ·
1980 · 
1981 · 
1982 · 
1983 · 
1984 · 
1985 · 
1986 · 
1987 · 
1988 · 
1989 · 
1990 · 
1991 · 
1992 · 
1993 · 
1994 · 
1995 · 
1996 · 
1997 · 
1998 · 
1999 · 
2000 · 
2001 · 
2002 · 
2003 · 
2004 · 
2005 · 
2006 · 
2007 · 
2008 · 
2009 · 
2010 · 
2011 ·
2012 ·
2013 ·
2014 ·
2015 ·
2016 ·
2017 ·
2018 ·
2019 ·
2020 ·
2021 ·
2022 ·
2023 ·
2024
Albanië ·
Angola ·
Argentinië ·
Armenië ·
Bahrein ·
Bangladesh ·
België ·
Benin ·
Bolivia ·
Bosnië en Herzegovina ·
Botswana ·
Brazilië ·
Bulgarije ·
Burkina Faso ·
Burundi ·
Centraal-Afrikaanse Republiek ·
Chili ·
China ·
Colombia ·
Congo-Brazzaville ·
Congo-Kinshasa ·
Cuba ·
Denemarken ·
Djibouti ·
DDR ·
Duitsland ·
Egypte ·
Engeland ·
Equatoriaal-Guinea ·
Ethiopië ·
Finland ·
Frankrijk ·
Gabon ·
Gambia ·
Ghana ·
Guinee ·
Guinee-Bissau ·
Hongarije ·
Ierland ·
Irak ·
Iran ·
Italië ·
Ivoorkust ·
Joegoslavië ·
Jordanië ·
Kaapverdië ·
Kameroen ·
Kenia ·
Koeweit ·
Lesotho ·
Libanon ·
Liberia ·
Libië ·
Luxemburg ·
Madagaskar ·
Malawi ·
Maleisië ·
Mali ·
Malta ·
Marokko ·
Mauritanië ·
Mexico ·
Mozambique ·
Namibië ·
Nepal ·
Niger ·
Nigeria ·
Noord-Ierland ·
Oeganda ·
Oman ·
Oostenrijk ·
Peru ·
Polen ·
Portugal ·
Qatar ·
Roemenië ·
Rusland ·
Rwanda ·
Saoedi-Arabië ·
Senegal ·
Servië ·
Seychellen ·
Sierra Leone ·
Slovenië ·
Slowakije ·
Soedan ·
Somalië ·
Sovjet-Unie ·
Spanje ·
Syrië ·
Tanzania ·
Togo ·
Tsjaad ·
Tunesië ·
Turkije ·
Uruguay ·
Verenigde Arabische Emiraten ·
Verenigde Staten ·
Zambia ·
Zimbabwe ·
Zuid-Afrika ·
Zuid-Jemen ·
Zuid-Korea ·
Zweden ·
Zwitserland
België (2014) · 
Chili (1982) · 
Duitsland (2014) · 
Engeland (2010) · 
Oostenrijk (1982) ·
Rusland (2014) ·
Senegal (2019, 2) ·
Slovenië (2010) · 
Verenigde Staten (2010) ·
West-Duitsland (1982) · 
Zuid-Korea (2014)